# Порт-Толбот
Порт-То́лбот (англ. Port Talbot, валл. Aberafan) — місто на півдні Уельсу, адміністративний центр області Ніт-Порт-Толбот.
Населення міста становить 35 633 особи (2001).

## Персоналії
- Ентоні Гопкінс (*1937) — британський та американський актор і режисер валлійського походження.